# 楊鳳 (正德進士)
楊鳳（1477年—？年），字文瑞，江西南康府建昌縣人，明朝政治人物。

## 生平
治《書經》，行二，由縣學生中式丁卯科（1507年）江西鄉試第八十八名舉人，年三十二歲中式正德三年（1508年）戊辰科會試第三百二十九名，第三甲第一百五十七名進士。官至广西按察司佥事。

## 家族
曾祖杨振德，义官。祖父杨素怀。父杨善启。母朱氏。慈侍下。兄廷纲、弟廷芳、廷臣、廷俸、廷节。